# Heterocodon
- Commons
- Wikispecies

Heterocodon é um gênero botânico pertencente à família Campanulaceae.